# Studenec pri Krtini
Studenec pri Krtini – wieś w Słowenii, w gminie Domžale. W 2018 roku liczyła 83 mieszkańców.